# Sucé-sur-Erdre
Sucé-sur-Erdre település Franciaországban, Loire-Atlantique megyében. Lakosainak száma 7457 fő (2022. január 1.). Sucé-sur-Erdre Nort-sur-Erdre, Carquefou, Casson, La Chapelle-sur-Erdre, Grandchamps-des-Fontaines, Petit-Mars és Saint-Mars-du-Désert községekkel határos.

## Népesség
A település népessége az elmúlt években az alábbi módon változott:
| Lakosok száma | 1696 | 4135 | 4806 | 6111 | 6590 | 6903 | 7023 | 7221 | 7325 | 7457 |
|               | 1968 | 1982 | 1990 | 2006 | 2013 | 2015 | 2017 | 2019 | 2020 | 2022 |